# Gonoplectus corniger
Gonoplectus corniger är en mångfotingart som först beskrevs av Carl Graf Attems.  Gonoplectus corniger ingår i släktet Gonoplectus och familjen Harpagophoridae. Inga underarter finns listade i Catalogue of Life.